# رولف زاخر
رولف زاخر (آلمانی: Rolf Zacher; ۲۸ مارس ۱۹۴۱ – ۳ فوریهٔ ۲۰۱۸) هنرپیشه اهل آلمان بود.
از فیلم‌ها یا برنامه‌های تلویزیونی که وی در آن نقش داشته‌است می‌توان به او.کی.، کوه جادو اشاره کرد.
وی همچنین برندهٔ جوایزی همچون جایزه فیلم آلمان شده‌است.